# Théâtre du Résidence Palace
Le Théâtre du Résidence Palace est une salle de spectacle bruxelloise située dans les bâtiments du Résidence Palace.
Réalisé par l'architecte suisse Michel Polak, le Résidence Palace a été inauguré en 1927. Dans les années 1950, le bâtiment a accueilli entre autres le Théâtre national de Belgique et l'Orchestre national. Ne répondant plus aux normes de sécurité, l'immeuble a été fermé en 1975. En 1987, après une rénovation complète, il a été rouvert par le metteur en scène Albert-André Lheureux, qui l'occupera pendant plusieurs années.
Actuellement, les locaux sont toujours occupés par l'asbl Théâtre du Résidence Palace, qui pratique essentiellement la location. La salle de théâtre a une capacité de 483 places.

## Accès
| ___ | Ce site est desservi par la station de métro : Schuman. |